# Žižkův vraždící palcát
Žižkův vraždící palcát je metalový festival pořádaný v Táboře v okrese Tábor v Jihočeském kraji.
Festival je pořádán již od roku 1998, pravidelně vždy 2–3× do roka (většinou březen, říjen a prosinec). Mnohokrát se festival od svého začátku konal v táborských Čekanicích v restauraci Na Pěkné vyhlídce. V roce 2004 se pořadatelský tým festivalu začal poohlížet po větším areálu a nakonec pro první open air ročník (2004 – 20. pokračování) vybral areál Housova mlýna, mimo jiné i pro jeho výjimečnou polohu téměř v centru města. Následovalo už jen jedno zastavení na Vyhlídce v Čekanicích a festival se stěhoval od 23. pokračování v roce 2005 na „Housák“. V roce 2008 došlo ke změně místa konání na klub Milenium Tábor. 
V roce 2017 se majitel rozhodl klub Milenium zavřít, proto opět došlo ke změně místa konání, tentokrát do Cadillac Caffe & restaurant. 
Rok 2019 se nesl v další změně místa konání a festival se znova vrací do Housova mlýna, kde vystoupí více než 9 kapel.
Na festivalu se již vystřídalo více než 100 kapel, například italští Fleshgod Apocalypse, čeští Debustrol, táborští F.O.B., death metalový Hypnos a mnoho dalších z Evropy a Asie.

## Místo konání
- 1998–2004 – Tábor, Čekanice
- 2004–2007 – Tábor, Housův mlýn
- 2008–2017 – Tábor, klub Milenum
- 2018 – Tábor, Cadillac Caffe & restaurant
- 2019 – Tábor, Housův mlýn